# Fokker T.IX
Fokker T.IX byl nizozemský čtyř až pětimístný dvoumotorový bombardér vyvíjený společností Fokker pro Vojenské letectvo Královské nizozemské východoindické armády, který měl v jeho výzbroji nahradit zastarávající bombardéry Martin 139.

## Vývoj

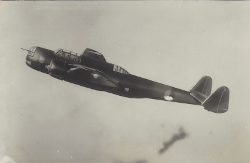
Letový snímek T.IX

Vývojové práce na typu T.IX byly zahájeny v roce 1938, a šlo o vůbec první bombardér společnosti Fokker celokovové konstrukce. Jednalo se o středoplošník s dvojitými svislými ocasními plochami a zatažitelným podvozkem, poháněný dvěma hvězdicovými motory Bristol Hercules o výkonu 1 375 hp (1 025 kW) s třílistými vrtulemi VDM. Prototyp zalétal zkušební pilot T. H. Leegstr 11. září 1939 na letišti Schiphol, ale v dubnu 1940 byl poškozen při kolizi s vraty hangáru. Květnová invaze Wehrmachtu do země učinila konec snaze o jeho opravu i dalšímu vývoji.

## Specifikace
Údaje podle

### Technické údaje
- Délka: 16,50 m
- Rozpětí křídel: 24,70 m
- Výška: 5,10 m
- Prázdná hmotnost: 6 500 kg
- Maximální vzletová hmotnost: 11 200 kg
- Pohonná jednotka: 2 × vzduchem chlazený čtrnáctiválcový hvězdicový motor Bristol Hercules
- Výkon pohonné jednotky: 1 375 hp (1 025 kW) každý

### Výkony
- Maximální rychlost ve výšce 2000 m: 440 km/h
- Dolet: 720 km
- Dostup: 8 000 m

### Výzbroj (plánovaná)
- 1 × 20mm automatický kanón v přídi
- 2 × 12,7mm kulomet v hřbetním a břišním střelišti
- až 2 000 kg pum v trupové pumovnici